# Mastacembelidae
Mastacembelidae (Stekelalen) zijn een familie van straalvinnige vissen uit de orde van Kieuwspleetalen (Synbranchiformes).

## Geslachten
- Mastacembelus Scopoli, 1777
- Macrognathus Lacepède, 1800
- Sinobdella Kottelat and K. K. P. Lim, 1994